# Menston
Menston ist ein Dorf (englisch village) mit rund 4500 Einwohnern und liegt am Fluss Wharfe, rund 10 km nördlich von Bradford und etwa 15 km nordwestlich von Leeds im Norden des Metropolbezirks (Metropolitan Borough) City of Bradford als Teil der Metropolregion (Metropolitan County) West Yorkshire in Nordengland.

## Geschichte
In früheren Jahrhunderten war Menston eine von mehreren Bauerngemeinden, die sich hier entlang des Tals der Wharfe ansiedelten und entwickelten. Zusammen mit Ilkley, Otley und Burley-in-Wharfedale bildete es einst den Wapentake of Skyrack.
Heute ist Menston ein blühendes Dorf mit exzellenter Infrastruktur und guter Verkehrsanbindung beispielsweise nach Leeds über die A65 road.

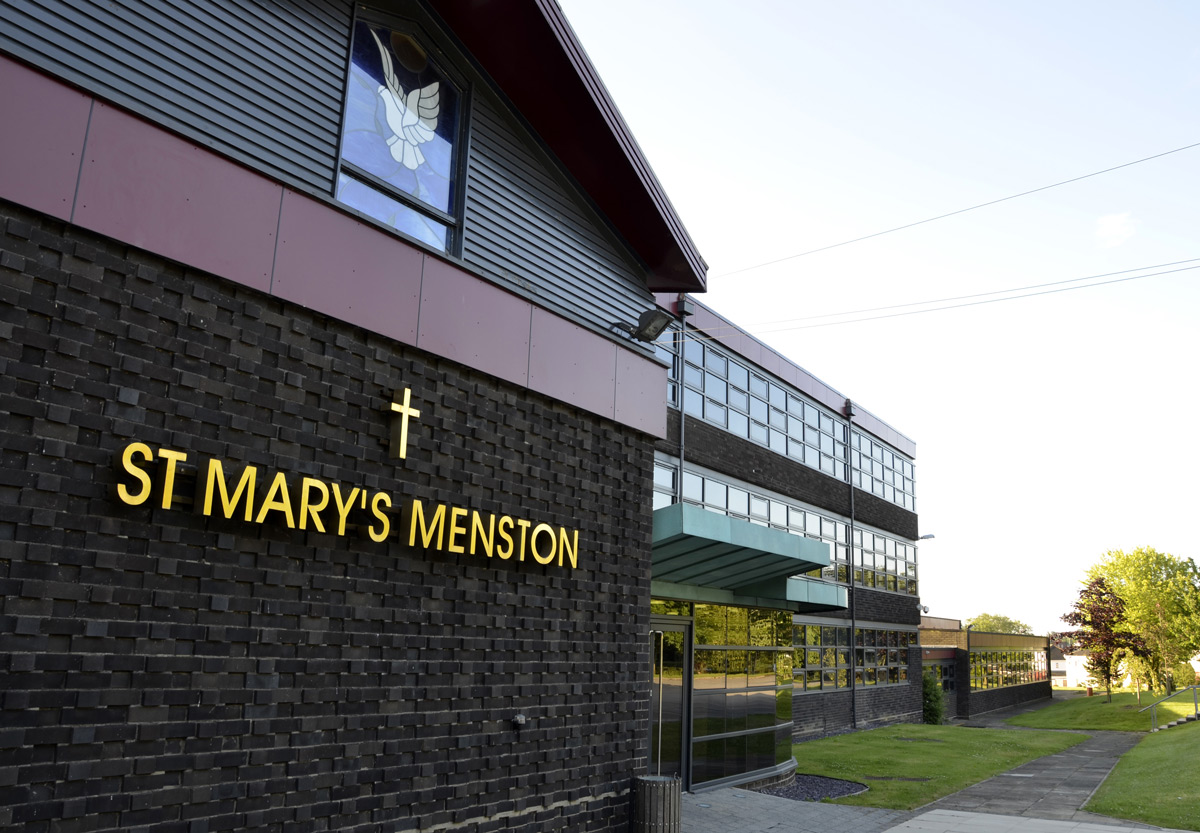
Eingang zur Schule St. Mary’s
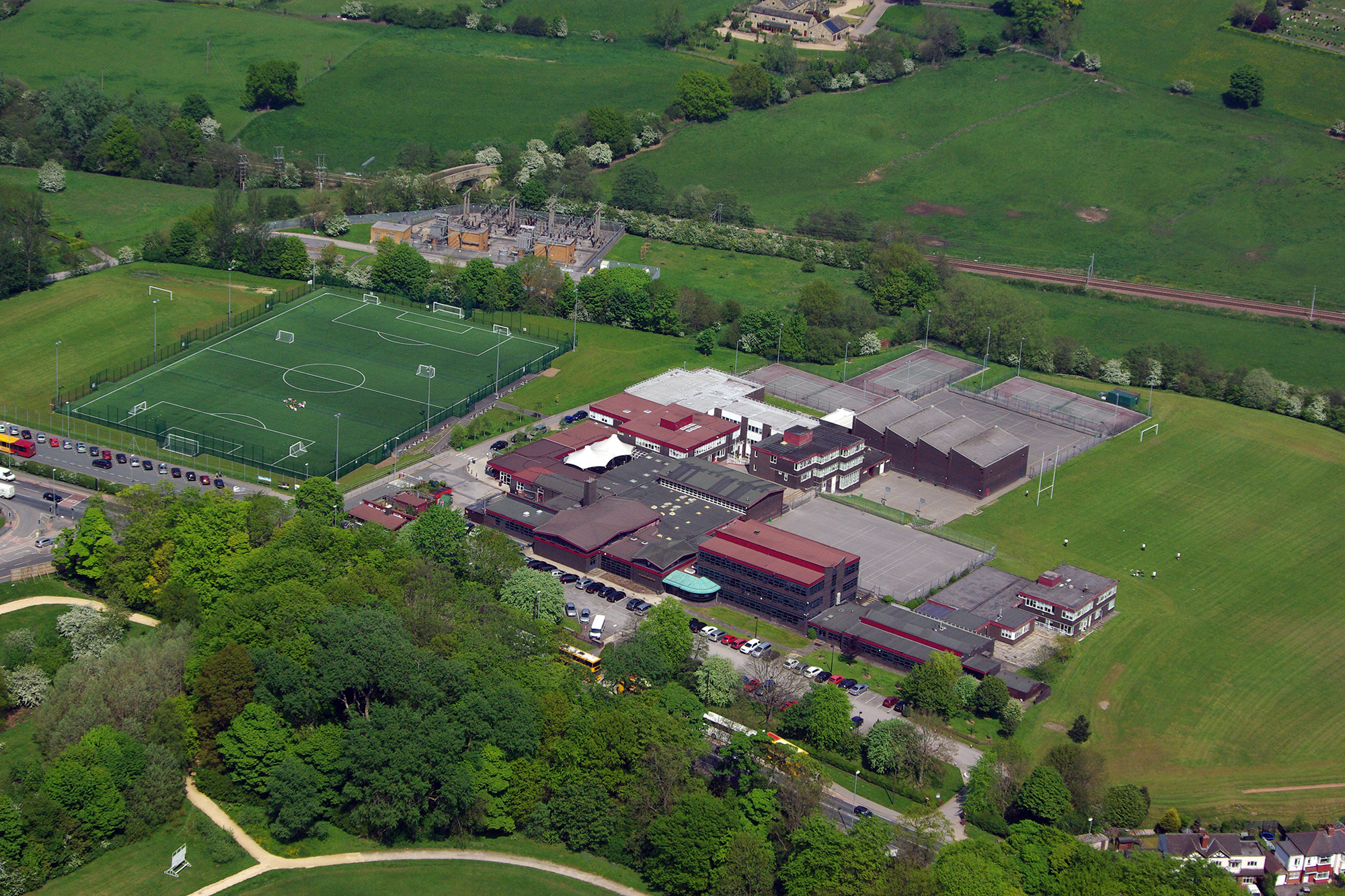
Luftaufnahme des Schulgeländes
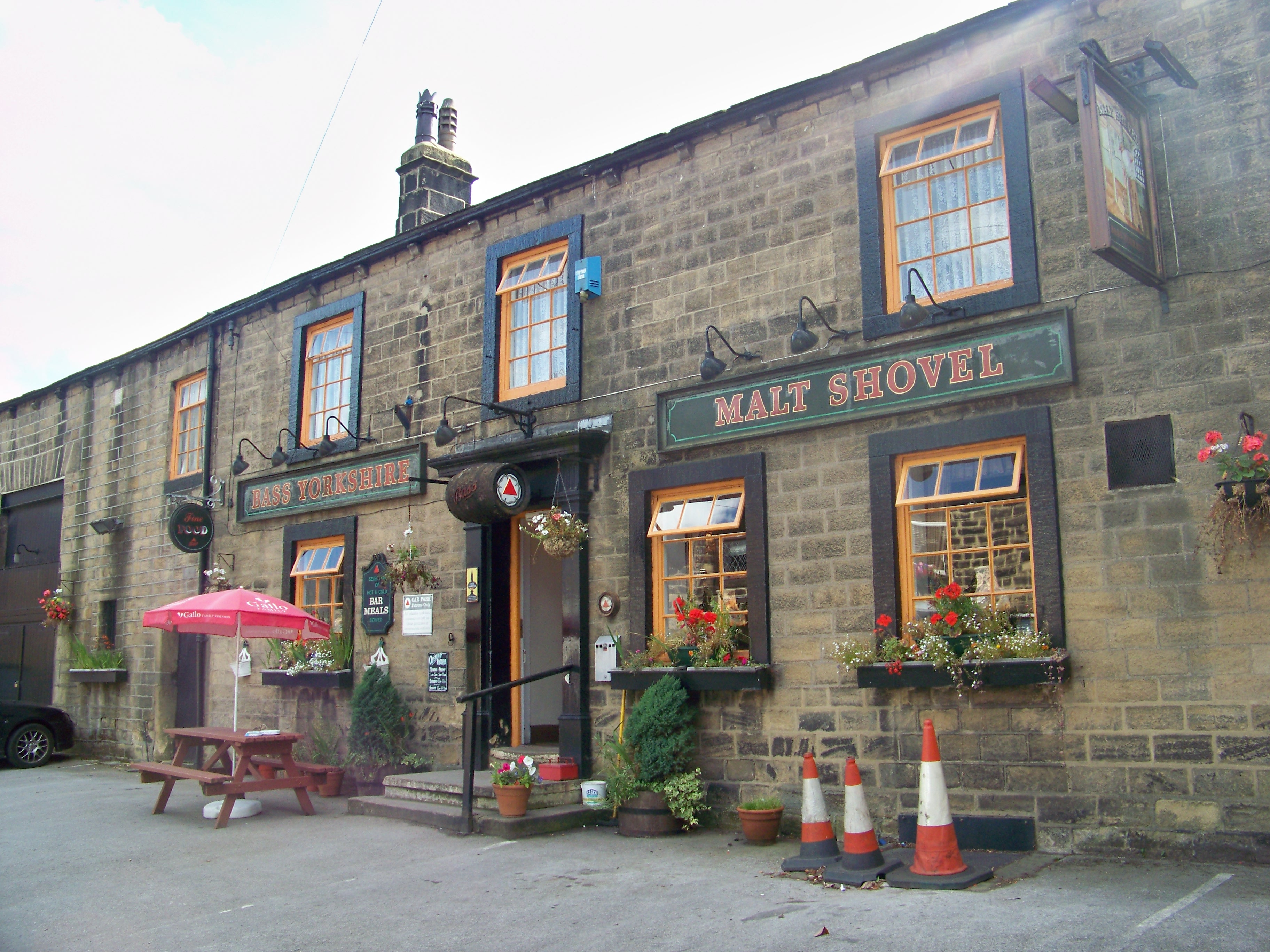
Pub The Malt Shovel
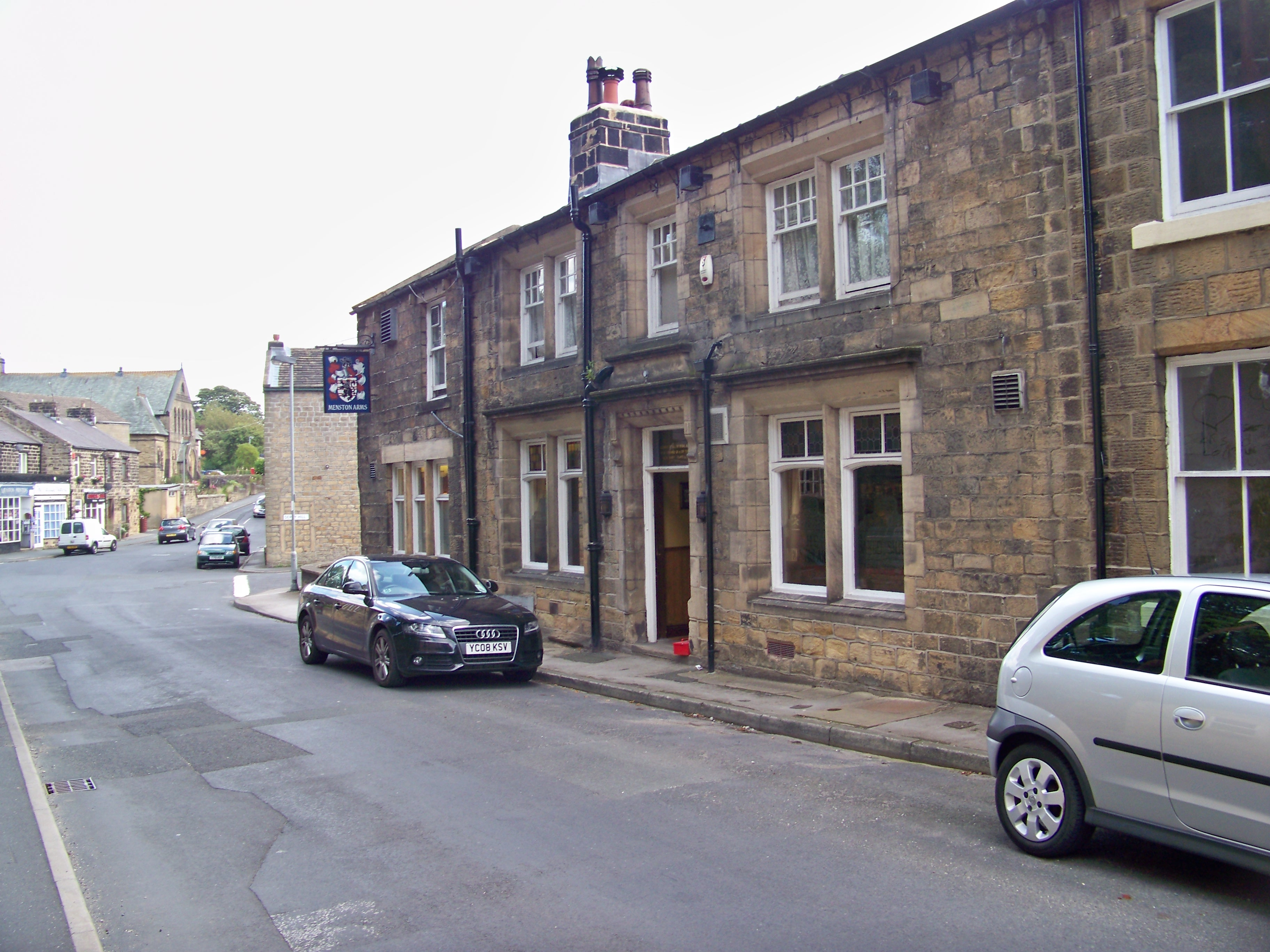
Pub Menston Arms
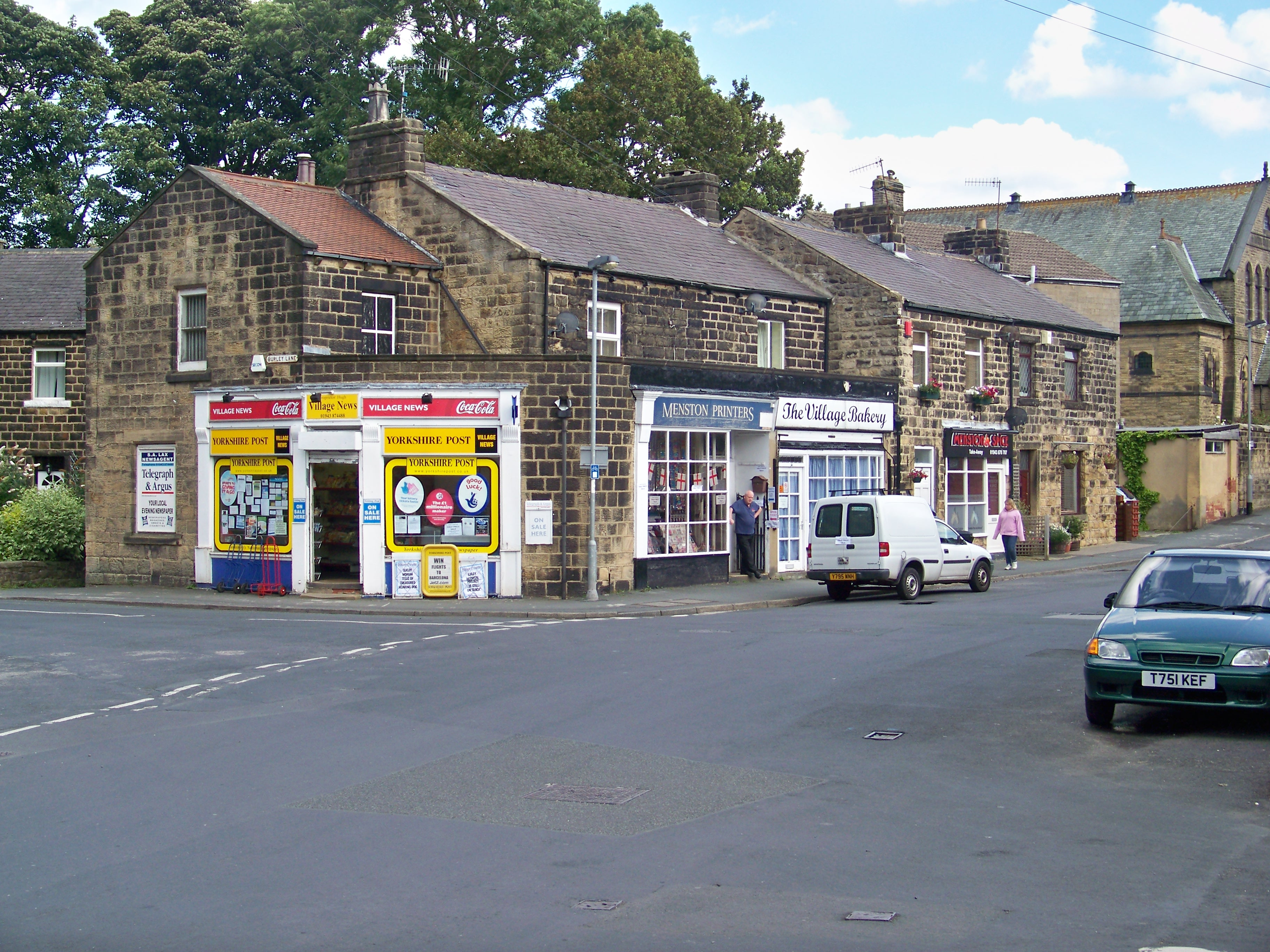
Weitere Geschäfte im Zentrum